# Pentameris obtusifolia
Pentameris obtusifolia là một loài thực vật có hoa trong họ Hòa thảo. Loài này được (Hochst.) Schweick. mô tả khoa học đầu tiên năm 1938.